# 町田敬二
町田 敬二（まちだ けいじ、1896年（明治29年）8月15日 - 1990年（平成2年）3月12日）は、大日本帝国陸軍軍人、実業家、作家。軍人としての最終階級は陸軍大佐。第16軍宣伝班長、西部軍報道部長を務めた。戦後は日本初の深夜放送専門ラジオ局であるニッポン深夜放送（ニッポン放送の子会社）の創設にかかわった。

## 経歴
1896年（明治29年）8月15日、東京府東京市赤坂区赤坂（現・東京都港区赤坂）に生まれる。生後すぐに母の郷里鹿児島に転居し、7 - 8年ほど過ごした。
暁星中学校を経て、陸軍幼年学校に入校。当時、生徒監として阿南惟幾(後に陸軍大臣)がいた。1918年（大正7年）5月、陸軍士官学校（30期）を卒業。
任官後は、文化を愛好する、軍人としては異色の人材だったことから出世コースをはずれ、太平洋戦争開戦前には中国の辺境地域で部隊長を務めていた。1941年（昭和16年）9月、ジャワ島攻略が予定された第16軍の宣伝班長に任命される。戦争が始まった後に町田は軍人のほか、徴用された民間人を含めた宣伝班を率いてインドネシア（当時のオランダ領東インド）へ渡り、「大東亜共栄圏」をはじめとした現地での日本軍の宣伝工作を担った。第16軍の宣伝班には冨澤有爲男（芥川賞作家）や大宅壮一（ジャーナリスト）などがいた。町田は高い理想を掲げて住民への工作に携わったが、戦局の悪化に比例する形で住民の「皇民化」を促進することを軍上層部から指示され、結果的に住民の離反を招いた。そのことを戦後に「にわか仕立てに国策を決定し、急ごしらえに開戦した日本としては無理もなかった。いやしくも国運を賭して戦争に突入するのに、インドネシア人の心情も知らないで彼らに対する宣伝方針を打ち立てたということは、全くバカげたことだった」と回想している。姫本由美子は、日本の進駐直後に文化人に対して当面独立を認める意思がないことを軍が示したり、侵攻中はラジオで流した民族歌を占領から間もない時点で布告を出す前に規制するといった施策からは、政府・軍・宣伝班の間の意思疎通が欠如して一貫した方針がなく、宣伝班も軍から重視されていなかったことがうかがえるとしている。また、町田は当時の宣伝班員からは、軍上層部への交渉能力に乏しいとみなされ信頼が低かったという。約1年後、肺浸潤に侵されたことで宣伝班の任を解かれ病院船で帰国する。陸軍技術本部調査部を経て戦争末期には西部軍報道部長になる。
戦後は日本初の深夜放送専門ラジオ局であるニッポン深夜放送（ニッポン放送の深夜放送担当の子会社）の創設にかかわり、同社の常務を務め、24時間終日放送を実現させた。このほか、建設会社でも役員を務めた。1990年（平成2年）3月12日に93歳で死去。

## 家族
- 父は陸軍大将の町田経宇。
- 母は町田実一の長女梅。

## 著書
- 『赤道直言潮音譜』アルス、1944年、doi:10.11501/1123393
- 『戦う文化部隊』原書房、1967年、doi:10.11501/1673292
- 『国士有馬新七』謙光社、1970年、doi:10.11501/12260163
- 『ある軍人の紙碑 ー剣とペンー』芙蓉書房、1978年、doi:10.11501/12192265

## 参考資料
- 『戦う文化部隊』原書房、1967年、doi:10.11501/1673292
- 『ある軍人の紙碑 ー剣とペンー』芙蓉書房、1978年、doi:10.11501/12192265